# 森邦武
森 邦武（もり くにたけ、1869年2月11日（明治2年1月1日） - 1924年（大正13年）1月14日）は、大日本帝国陸軍軍人。最終階級は陸軍少将。功三級。前名は平吉。

## 経歴・人物
平民・森宇平の次男として上野国（現・群馬県）に生まれ、先代の長次郞の養子となり、1878年（明治11年）12月、家督を相続する。
1890年（明治23年）陸軍士官学校第1期卒業、 1890年（明治23年）7月29日の官報によると、陸軍士官学校第1期を歩兵科21番/103名で卒業している。翌年、陸軍歩兵少尉に任官する。のち、1899年（明治32年）陸軍大学校第12期卒業。
大本営陸軍参謀、第3師団副官、第1軍参謀、遼東兵站監部参謀を経て、1908年（明治41年）9月に陸軍歩兵大佐に進級。ついで、同年12月に教育総監部第2課長、1913年（大正2年）4月に歩兵第14連隊長、1914年（大正3年）5月に陸軍少将・歩兵第36旅団長、1916年（大正5年）8月に青島守備隊司令官を経て、1917年（大正6年）8月に待命、同年12月に予備役に編入した。
日清戦争および日露戦争に参戦した。